# Yang Joon-il
Pour les articles homonymes, voir JIY.
Yang Joon-il (양준일, né le 19 août 1969), aussi connu sous les noms JIY et V2, est un chanteur américain d'origine coréenne dont la carrière au début des années 1990 avait été ruinée en raison de la société sud-coréenne trop conservatrice mais qui est subitement redécouvert en 2018 et reconnu comme un pionnier de la K-pop.
Surnommé le « G-Dragon des années 1990 », il fait ses débuts en Corée du Sud en 1991 avec la chanson Rebecca mais sa carrière ne dure que jusqu'en 1993 en raison de son style efféminé (maquillage, boucles d'oreille, cheveux longs) qui déplaît fortement à la société sud-coréenne très conservatrice de l'époque. Sa nationalité américaine le fait de surcroît accusé de « voler le travail des Coréens » et il est progressivement banni du paysage médiatique (« J'avais le sentiment que la Corée et moi étions incompatibles »).
Après cette violente réaction du public en Corée du Sud, il disparaît de la scène publique  et retourne aux États-Unis. Il tente un retour en 2001 sous le nom de JIY et avec le groupe V2 en dissimulant sa véritable identité mais sans succès et travaille comme professeur d'anglais au nord de Séoul pendant 14 ans. Finalement, il retourne aux États-Unis en 2015 où il devient entre autres serveur en Floride.
En 2018, il est redécouvert grâce à l'émission Two Yoo Project Sugar Man (en) qui a pour sujet de retrouver d'anciennes vedettes du passé,,,. Son style qui lui valut le rejet à l'époque apparaît alors comme étrangement précurseur de l'actuelle K-pop au succès planétaire et il redémarre sa carrière en 2020.

## Biographie
Né à Saïgon durant la guerre du Viêt Nam, il émigre aux États-Unis avec sa famille à l'âge de 9 ans et grandit à Los Angeles. Il fait des études de commerce à l'université de Californie du Sud puis décide de tenter sa chance comme chanteur en Corée sur les conseils d'un compositeur de musique coréen.
Il fait ses débuts en 1991 avec les chansons Rebecca, puis sort les succès Dance with Me Miss (1992) et GaNaDaRaMaBaSa (1992),,.
Il est reconnu comme le premier chanteur pop à avoir présenté au public coréen le new jack swing, genre musical populaire aux États-Unis du milieu des années 1980 au début des années 1990.
Actif en Corée du Sud de 1991 à 1993, il disparaît brutalement de la scène publique et retourne aux États-Unis. Dans une interview de 2019 pour The Korea Times, il révèle qu'il « était détesté par beaucoup de personnes pour son style inhabituel et ses chansons ». Certaines lui lancent également des pierres lors d'un concert en plein air. Alors que son visa de 10 ans pour rester en Corée en tant que ressortissant américain doit être recertifié tous les six mois, un fonctionnaire du service de l'immigration lui refuse sans raison une prolongation de son visa. Sa nationalité américaine rend également difficile son acceptation en Corée du Sud.
En 2001, il tente un retour sous le nom de JIY et avec le groupe V2, avec un troisième album intitulé Fantasy. Il cache sa véritable identité car les producteurs de musique lui avaient dit qu'il ne pourrait pas revenir en raison de sa mauvaise image en Corée. Sa nouvelle chanson Fantasy, composée par Valery Gaina de Cruise (en), jouit d'une brève popularité avant qu'il ne mette définitivement un terme à sa carrière de chanteur. En raison des conditions de visa, il lui est devenu impossible de travailler comme musicien et il travaille donc comme professeur d'anglais à Séoul pendant 14 ans. En 2015, il retourne aux États-Unis où il a du mal à trouver un emploi en raison de son âge. Il travaille comme manutentionnaire d'entrepôt, homme de ménage dans les bureaux et serveur dans un restaurant.
En 2019, il est redécouvert grâce à l'émission Two Yoo Project Sugar Man (en) qui a pour sujet de retrouver d'anciennes vedettes du passé. Il chante Rebecca, Dance With Me Miss, et Fantasy. Toujours très mince de silhouette et livrant une prestation émouvante, il éblouit le public et les animateurs. Lorsqu'on lui demande ses futur projets musicaux, il répond simplement : « Je ne fais aucun plan, je me concentre uniquement sur vivre pleinement ma vie à chaque instant. Si plan il y a, j'espère vivre la vie d'un humble mari et papa ». Lorsque les animateurs de l'émission lui demandent ce qu'il aurait envie de dire au jeune de 20 ans qui vivait il y a 30 ans, Yang déclare : « Je sais que rien ne se passera comme tu le souhaites. Mais ne t’inquiète pas, tout finira bien à la fin ». Une fois sa popularité remontée en flèche après son apparition dans l'émission, il quitte son emploi de serveur pour redémarrer une carrière de chanteur.
Le 25 décembre 2019, dans l'émission News Room, il déclare : « Chaque jour est comme un rêve », « J'avais essayé de me débarrasser de mes préjugés sur moi-même, qui remplissent ma tête, comme si je devais abandonner mon malheur avant d'être heureux », « Il n'y a plus de larmes ».
Lors d'une conférence de presse, il révèle que son rêve de devenir une star de la K-pop qu'il avait à 20 ans est enfin accompli à 50 ans.
Il est aujourd'hui en cours d'écriture de son autobiographie et prévoit également de réenregistrer ses anciennes chansons pour un album remastérisé puis de sortir de nouvelles chansons.

## Discographie

### Albums
- 겨울 나그네 (1991) Produit par Lee Beom-hee
  - 겨울 나그네
  - 헬프 미 큐핏 [Help me, Cupid!]
  - 오월의 교정
  - 리베카 [Rebecca] - Écrit par JIY
  - 강변의 한 사람
  - 재수생
  - 졸업과 이별과 친구
  - So Insane - Écrit par JIY

- Your Backside That Caught My Attention (1993)
  - 나의 호기심을 잡은 그대 뒷모습 [Your Backside That Caught My Attention]
  - Dance with me, 아가씨 [Dance with me, Miss!]
  - Party Invitation
  - 가나다라마바사 [GaNaDaRaMaBaSa]
  - 추억만의 사랑
  - J에게 [To My Dearest J]
  - 그리움
  - 추억만의 사랑 (Instrumental)
- Fantasy (dans le groupe V2, 2001)
  - Fantasy [Official M/V]
  - Goodbye
  - True Love
  - Do You Speak English?
  - 너의 이유
  - 외로움
  - 왔다갔다
  - 우리만의 여행
  - Oh My God
  - Because
  - Fantasy [Remix]
  - Do You Speak English? [Remix]
  - Goodbye [Instrumental]
  - True Love [Instrumental]